# 富尔马诺夫区
富尔马诺夫区（俄语：Фурмановский район）是俄罗斯联邦伊万诺沃州下辖的一个区，其行政中心为富尔马诺夫。据2016年统计，该区的人口为41091人。